# Odense Kanal
55°26′N 10°25′Ø / 55.433°N 10.417°Ø
Odense Kanal forbinder Odenses havn med Odense Fjord. Ved kanalen ligger kraftvarmeværket Fynsværket.
Kanalen og dele af havnen blev udgravet i årene 1796 til 1806, uden hjælp af avancerede maskiner. En del af den oprindelige havn er dog den udtørrede Næsbyhoved Sø. Både kanalen og havnen er blevet udvidet en del i både bredde og dybde i de sidste 200 år; kanalen er i dag 7,5 meter dyb.
I slutningen af 1600-tallet lå ladepladsen ved Stige, men havnen kunne anløbes af mindre skibe, mens større skibe forblev ved Klintebjerg, som var udskibningshavn for Odense. Transporten af varer til og fra Odense var fortsat tidskrævende. Anløbne skibe skulle omlade til pramme, som skulle fragte varerne op ad åen til Skibshusene. Her blev varerne nok en gang omladet til vogne, som derpå kørte de sidste fire kilometer til Odense.
1806 stod Odense kanal færdig. Kanalen blev bygget kun ved hjælp af håndskovle og trillebøre. Jorden blev dumpet i det lavvandede område øst for kanaludgravningerne og dannede dermed Stige Ø. Det tog de ca. to hundrede kanalarbejderne otte års hårdt arbejde at grave den omkring 5 kilometer lange kanal. Den 7. oktober 1803 kunne jagten Neptunus  med en last af kalksten som det første skib sejle ind i Odenses nye havn. 
Der blev uddybet en sejlrende på omkring halvanden kilometer i fjorden og uddybet den yderste del af åen, så alle skibe kunne anløbe Skibshusene. Tilsvarende havde man gravet en kanal fra Skibshusene til Odense på godt to kilometer sluttende med et bassin en halv kilometer fra købstaden. Dybden var på lidt over tre meter. Selve ind- og udlosningen foregik i Skibshusene, hvorfra pramme fragtede varerne det sidste stykke til Odense. Den dyre omladning til pramme på åben red og til hestevogne var nu sparet bort, hvilket lettede besejlingen af Odense. Den nye kanalhavn betød nye muligheder for Odenses købmænd, og byen oplevede en stærk vækst op gennem 1800-tallet. 
Den lille Stige Færge sejlede med fodgængere og cyklister på tværs af kanalen mellem Stige og Bågø i Skibhuskvarteret. Overfartstiden var to minutter og sparede passagererne for en 6-10 kilometer lang omvej. Syd for Stige blev i 2014 drejebroen Odins Bro bygget over kanalen, som en del af omfartsvejen Ring 2.
- Kanalvej ved Odense Kanal
- Odense Kanal udsigt mod Stige Ø
- Stige Færge transporterede fodgængere og cyklister over kanalen før åbningen af Odins Bro